# Obiedzino
Obiedzino – wieś w Polsce położona w województwie podlaskim, w powiecie kolneńskim, w gminie Kolno.
W latach 1975–1998 miejscowość administracyjnie należała do województwa łomżyńskiego.
Przez miejscowość przepływa struga Łabna, dopływ Skrody.
Wierni kościoła rzymskokatolickiego należą do parafii Zwiastowania Najświętszej Maryi Panny w Lachowie.